# Ernie Wilkins
Pour les articles homonymes, voir Wilkins.
Ernest Brooks Wilkins Jr. (20 juillet 1922 - 5 juin 1999) était un arrangeur - compositeur - saxophoniste qui a travaillé pour les plus grands noms du jazz. Il est surtout connu pour sa collaboration avec l'orchestre de Count Basie, mais aussi avec Tommy Dorsey, Harry James, et Dizzy Gillespie. De plus, il a été responsable musical de certains albums de Cannonball Adderley, Dinah Washington, Oscar Peterson, et Buddy Rich.

## Biographie
En début de carrière, il joue dans un orchestre militaire avant de rejoindre ce qui sera le dernier orchestre d'Earl Hines. Il commence à travailler en 1951 avec Count Basie. À partir de 1955, il s'installe comme compositeur et arrangeur freelance, il était très demandé à cette période. Son succès s'estompe progressivement dans les années 1960 mais connait un rebond après son travail avec Clark Terry. Cette collaboration le conduit à une tournée européenne durant laquelle il s'installe au Danemark pour finalement y rester jusqu'à la fin de ses jours.
Au Danemark, il forme le "Almost Big Band" pour qui il écrit. Cette idée fut en partie inspirée par sa femme Jenny. À cette époque, le Danemark comptait de nombreux excellents musiciens de jazz qui côtoyaient des américains expatriés tels que Kenny Drew et Ed Thigpen, qui d'ailleurs rejoignirent l'orchestre. La formation enregistra quatre albums, mais après 1991, Ernest Brooks Wilkins Jr. devint trop malade pour rester efficace.
Ernie Wilkins est décédé d'une attaque cardiaque.
Une rue porte son nom à Copenhague : "Ernie Wilkins Vej".

## Discographie
- Kenny Clarke & Ernie Wilkins (Savoy, 1955) avec Kenny Clarke
- Flutes & Reeds (Savoy, 1955)
- Top Brass (Savoy, 1955)
- Trumpet Album (Savoy, 1955)
- The Drum Suite (RCA Victor, 1956) avec Manny Albam
- Day In, Day Out (1960)
- The Big New Band of the '60s (Fresh Sound, 1960)
- Here Comes the Swingin' Mr. Wilkins (Everest, 1960)
- Ernie Wilkins & the Almost Big Band (Storyville, 1980)
- Almost Big Band Live (Matrix Music Marketing, 1981)
- Live! At the Slukefter Jazz Club (Matrix Music Marketing, 1981)
- Montreux (SteepleChase, 1983)
- On the Roll (SteepleChase, 1986)
- Kaleidoduke (Polygram, 1995)
- Hard Mother Blues (P-Vine, 2007)
- Kinda Dukish (Gazell, 2012)[6]

### Comme sideman/arrangeur
Avec Count Basie
- Dance Session (Clef, 1953)
- Basie Jazz (Clef, 1954) – enregistré en 1952
- The Count! (Clef, 1955) – enregistré en 1952
- Dance Session Album#2 (Clef, 1954)
- Basie (Clef, 1954)

Avec Louis Bellson
- Let's Call It Swing (Verve, 1957)
- Drummer's Holiday (Verve, 1958)

Avec DR Big Band
- Suite for Jazz Band (Hep, 1992) – enregistré en 1991

Avec Rob Franken
- Fender Rhodes (Sonic Scenery, 2009)

Avec Maynard Ferguson
- Maynard '63 (Roulette, 1962)

Avec Dizzy Gillespie
- Jazz Recital (Norgran, 1955)
- World Statesman (Norgran, 1956)
- Dizzy in Greece (Verve, 1957)

Avec Al Grey
- Struttin' and Shoutin' (Columbia, 1983) – enregistré en 1975

Avec Joe Newman
- All I Wanna Do Is Swing (RCA Victor, 1955)
- Soft Swingin' Jazz (Coral, 1958)

### Comme compositeur/arrangeur
Avec Ernestine Anderson
- My Kinda Swing (Mercury, 1960)[7]

Avec Count Basie
- Count Basie Swings, Joe Williams Sings (Clef, 1955) avec Joe Williams[8]
- April in Paris (Verve, 1956)[9]
- Metronome All-Stars 1956 (Clef, 1956) avec Ella Fitzgerald & Joe Williams[10]
- One O'Clock Jump (Verve, 1957) avec Joe Williams & Ella Fitzgerald[11]
- Me and You (Pablo, 1983)[12]

Avec Ray Brown
- Ray Brown with the All-Star Big Band (Verve, 1962)[13]

Avec Kenny Clarke
- Telefunken Blues (Savoy, 1955)

Avec Jimmy Cleveland
- Cleveland Style (EmArcy, 1958)[14]
- A Map of Jimmy Cleveland (Mercury, 1959)[15]

Avec Al Cohn
- The Natural Seven (RCA Victor LPM 1116, 1955)[16]
- That Old Feeling (RCA Victor LPM 1207, 1955)[16]

Avec Eddie "Lockjaw" Davis
- Trane Whistle (Prestige, 1960)[17]

Avec Maynard Ferguson
- Maynard '62 (Roulette, 1962)[18]

Avec Dizzy Gillespie
- Birks Works (Verve, 1957)[19]

Avec Freddie Green
- Mr. Rhythm (RCA Victor, 1955)[20]

Avec Milt Jackson
- Big Bags (Riverside, 1962)[21]

Avec Harry James
- Wild About Harry! (Capitol T/ST-874, 1957)[22]
- The New James (Capitol T/ST-1037, 1958)[23]
- Harry's Choice! (Capitol T/ST-1093, 1958)[24]
- Harry James and His New Swingin' Band (MGM E/SE-3778, 1959)[25]
- Harry James...Today! (MGM E/SE-3848, 1960)[26]
- The Spectacular Sound Of Harry James (MGM E/SE-3897, 1961)[27]
- The Solid Gold Trumpet Of Harry James (MGM E/SE-4058, 1962)[28]
- Harry James Twenty-fifth Anniversary Album (MGM E/SE-4214, 1964)[29]
- The King James Version (Sheffield Lab LAB 3, 1976)[30]
- Comin' From A Good Place (Sheffield Lab LAB 6, 1977)[31]

Avec Quincy Jones
- The Great Wide World of Quincy Jones (Mercury, 1959)[32]

Avec Sam Jones
- Down Home (Riverside, 1962)[33]

Avec Mark Murphy
- Rah (Riverside, 1961)[34]

Avec Charles McPherson
- Siku Ya Bibi (Day of the Lady) (Mainstream, 1972)[35]
- Today's Man (Mainstream, 1973)[36]

Avec Joe Newman
- The Count's Men (Jazztone, 1955)[37]
- Salute to Satch (RCA Victor, 1956)[38]
- I Feel Like a Newman (Storyville, 1956)[39]
- The Midgets (Vik, 1956)[40]
- The Happy Cats (Coral, 1957)[41]
- Joe Newman with Woodwinds (Roulette, 1958)[42]

Avec Herb Pomeroy
- The Band and I (United Artists, 1958) avec Irene Kral[43]

Avec Rex Stewart & Cootie Williams
- The Big Challenge (Jazztone, 1957)

Avec Sarah Vaughan & the Count Basie Orchestra
- Count Basie/Sarah Vaughan (Roulette, 1960)[44]

Avec Dinah Washington
- In the Land of Hi-Fi (EmArcy, 1956)[45]

Avec Eddie "Cleanhead" Vinson
- Clean Head's Back in Town (Bethlehem, 1957)

Avec Charles Williams
- Stickball (Mainstream, 1972)[46]